# Fabio Duarte (Radsportler)

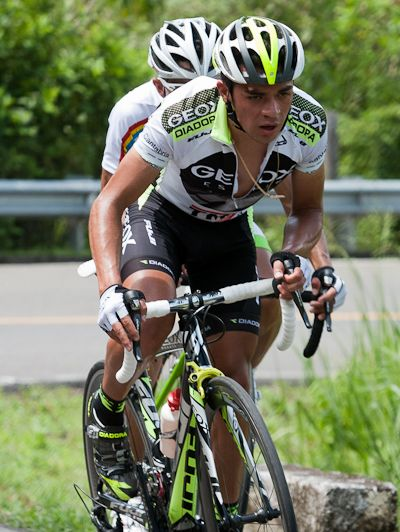
Duarte bei der Clásica de Anapoima 2011

Fabio Andres Duarte Arevalo (* 11. Juni 1986 in Facatativá) ist ein kolumbianischer Radrennfahrer.

## Sportliche Laufbahn
Fabio Duarte gewann 2005 eine Etappe bei der Vuelta a la Sabana und drei Etappen sowie die Gesamtwertung der Vuelta de la Juventud. 2006 fuhr er für die Mannschaft UNE-Orbitel. Er wurde in diesem Jahr kolumbianischer Zeitfahrmeister in der U23-Klasse und gewann eine Etappe der Vuelta a Colombia. Außerdem gewann er 2006 zwei Etappen und die Gesamtwertung der Clásica Nacional Ciudad de Anapoima, den Prolog und die Gesamtwertung beim Clasica International de Tulcan, drei Etappen und die Gesamtwertung der Vuelta de la Juventud sowie den Prolog der Clásica Nacional Marco Fidel Suárez. 2007 fuhr Duarte für das Professional Continental Team Serramenti PVC Diquigiovanni, wo er auf einem Teilstück der Vuelta a Colombia erfolgreich war. Von 2008 bis 2010 fuhr er für das Continental Team Colombia Es Pasion.
Seinen bis dahin größten Erfolg feierte Duarte 2008 bei den Straßen-Radweltmeisterschaften in Varese, indem er sich den Weltmeistertitel in der U23-Klasse sicherte. Zur Saison 2011 wechselte er ins Geox-TMC Team, das er aber aufgrund der Auflösung des Teams bereits ein Jahr später wieder verlassen musste. In diesem Jahr gewann er eine Etappe des Giro del Trentino.
Duarte ging zurück in seine Heimat und unterschrieb beim Continental Team Colombia Coldeportes. 2012 entschied er eine Etappe der Vuelta a Colombia sowie die Coppa Sabatini für sich. Mit der Mannschaft von EPM gewann er 2017 das Mannschaftszeitfahren der Kolumbien-Rundfahrt. 2019 siegte er in der Vuelta a Cundinamarca.

## Erfolge
2006
- Kolumbianischer Meister – Einzelzeitfahren (U23)
- eine Etappe Vuelta a Colombia

2007
- eine Etappe Vuelta a Colombia

2008
- U23-Weltmeister – Straßenrennen

2009
- eine Etappe Vuelta a Colombia
- eine Etappe Clásico RCN
- Gesamtwertung und eine Etappe Tour des Pyrénées

2010
- eine Etappe Vuelta a Asturias
- eine Etappe und Gesamtwertung Circuito Montañés
- zwei Etappen Vuelta a Colombia

2011
- eine Etappe Giro del Trentino

2012
- eine Etappe Vuelta a Colombia
- Coppa Sabatini

2017
- Mannschaftszeitfahren Vuelta a Colombia

2019
- Mannschaftszeitfahren Tour of Qinghai Lake

## Grand-Tour-Platzierungen
| Grand Tour            | 2011 | 2012 | 2013 | 2014 | 2015 | 2016 | 2017 | 2018 | 2019 |
| --------------------- | ---- | ---- | ---- | ---- | ---- | ---- | ---- | ---- | ---- |
| Giro d’ItaliaGiro     | DNF  | –    | 27   | 28   | –    | –    | –    | –    | –    |
| Tour de FranceTour    | –    | –    | –    | –    | –    | –    | –    | –    | –    |
| Vuelta a EspañaVuelta | 39   | –    | –    | –    | 67   | –    | –    | –    |      |

## Teams
- 2006 UNE-Orbitel
- 2007 Serramenti PVC Diquigiovanni
- 2008 Colombia es Pasión Coldeportes
- 2009 Colombia es Pasión Coldeportes
- 2010 Café de Colombia-Colombia es Pasión
- 2011 Geox-TMC
- 2012 Colombia-Coldeportes
- 2013 Colombia
- 2014 Colombia
- 2015 Colombia
- 2016 EPM-UNE-Área Metropolitana
- 2017 EPM
- 2018 Manzana Postobón Team
- 2019 Team Medellín